# Jocelyn Alice
Jocelyn Alice Strang (Calgary, 23 gennaio 1986) è una cantante canadese.

## Biografia
Jocelyn Alice è inizialmente salita alla ribalta all'inizio degli anni 2000 con la sua partecipazione al talent show canadese Popstars, dove è arrivata in finale, piazzandosi 2ª per volere del televoto. Negli anni successivi ha composto le colonne sonore di film e serie televisive come One Tree Hill, Pretty Little Liars e Caro Babbo Natale....
Nel 2011 ha iniziato la sua collaborazione musicale con Lisa Jacobs, con cui canta nel duo Jocelyn & Lisa. Ha avviato la sua carriera da solista nel 2015 con il suo singolo di debutto Jackpot, che ha raggiunto la 38ª posizione della Billboard Canadian Hot 100 e che è stato certificato disco di platino dalla Music Canada con oltre 80 000 copie vendute a livello nazionale. I due singoli successivi, Feels Right e Bound to You, sono entrambi certificati disco d'oro.

## Discografia

### Album in studio
- 2019 – How Dare You

### EP
- 2018 – Little Devil

### Singoli
- 2015 – Jackpot
- 2016 – Feels Right
- 2017 – Bound to You
- 2018 – I Know'
- 2018 – Still Wondering
- 2018 – Radio Silence (con R3hab)
- 2018 – Things I've Learned (con Brklyn e Fairlane)
- 2019 – Red Flags (con Nick Bateman e Elijah Woods)
- 2019 – Sweetheart
- 2019 – The Dark
- 2019 – Spin Cycle (feat. Rayelle)
- 2019 – Guess I Still Love You
- 2020 – Missing Me (con Matthew V)
- 2020 – Oh, What a World (con i Darcys e Tafari Anthony)

#### Come artista ospite
- 2017 – I'm on Somethin (Brklyn feat. Jocelyn Alice)
- 2019 – Mr Parachute (Marshall feat. Jocelyn Alice)
- 2019 – Cannonball (Vanic feat. Jocelyn Alice)
- 2019 – Never Been Hurt Before (Tep No feat. Jocelyn Alice)
- 2020 – Nobody but You (Brklyn feat. Jocelyn Alice)
- 2020 – Somebody Loves You (White Panda feat. Jocelyn Alice)